# Michael Tichter

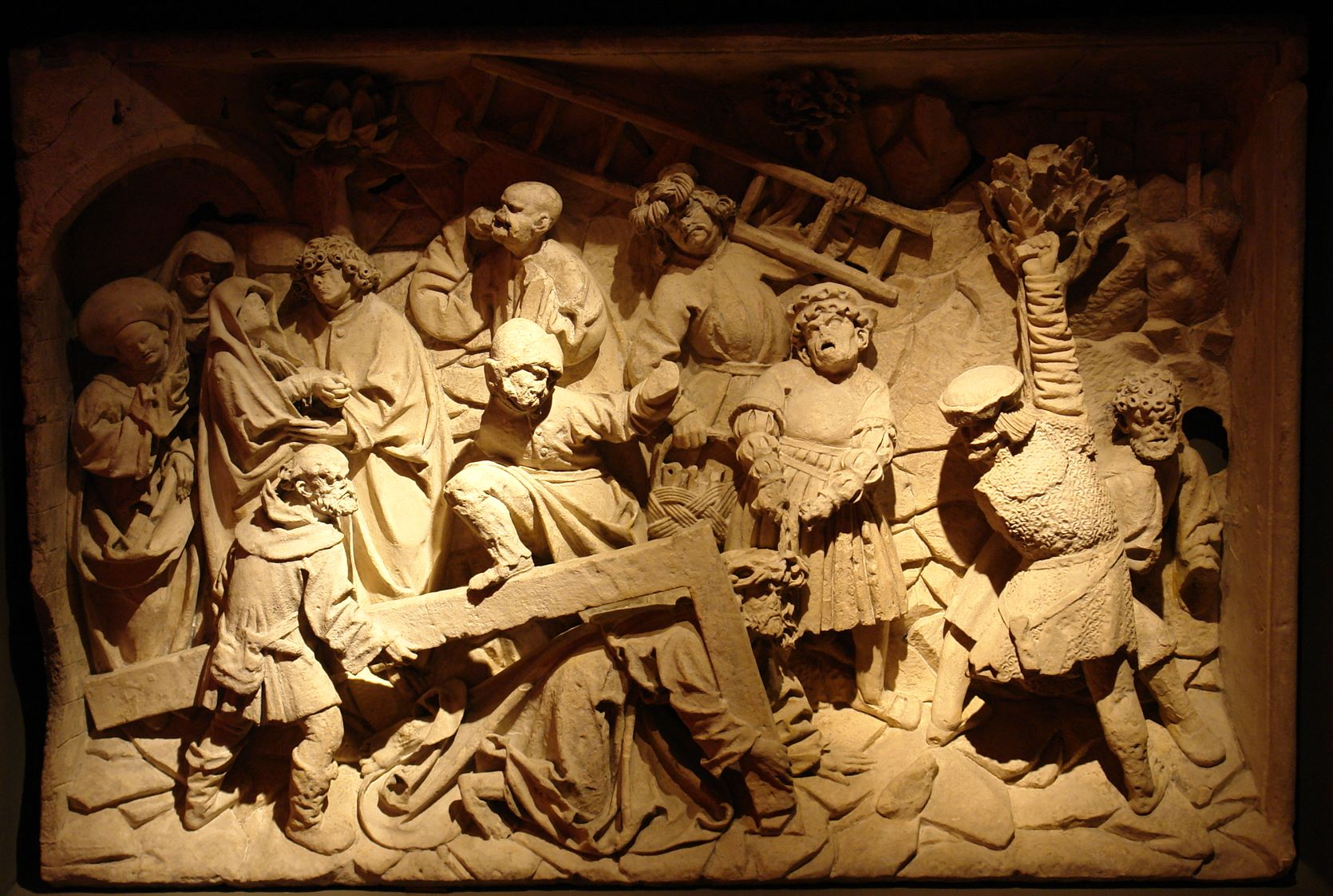
Kreuztragung Christi, Relief von Michael Tichter oder dessen Umkreis um 1520. Ursprünglich in der Laurentiuskirche in Vordernberg, heute im Schloss Eggenberg in Graz ausgestellt

Mich(a)el Tichter war ein um 1500 in Österreich tätiger Steinmetz und Bildhauer.
Tichter wurde für die Auf- und Fertigstellung des Grabmals Kaiser Friedrichs III. (1415–1493) im Südchor des Wiener Stephansdoms beauftragt. Es ist urkundlich überliefert, dass er von 1495 bis 1513 mit seiner Werkstatt die Brüstung mit ihrem skulpturalen Schmuck entwarf und fertigte.